# Gyrostoma tulearense
Gyrostoma tulearense is een zeeanemonensoort uit de familie Actiniidae.
Gyrostoma tulearense is voor het eerst wetenschappelijk beschreven door Pax in 1909.